# Microdymasius granulicollis
Microdymasius granulicollis là một loài bọ cánh cứng trong họ Cerambycidae.